# 谷町四丁目駅
谷町四丁目駅（たにまちよんちょうめえき）は、大阪府大阪市中央区谷町四丁目にある、大阪市高速電気軌道 (Osaka Metro) の駅。谷町線と中央線の2路線が乗り入れる。駅番号は谷町線がT23、中央線がC18。

## 歴史
- 1967年（昭和42年）
  - 3月24日：2号線（現在の谷町線）の東梅田 - 当駅間開通時に開業。開業当初の終着駅であった。
  - 9月30日：4号線（現在の中央線）の当駅 - 森ノ宮間が開通、乗換駅かつ同線の終着駅となる。
- 1968年（昭和43年）12月17日：谷町線が当駅から天王寺まで延伸、同線の途中駅となる。
- 1969年（昭和44年）12月6日：中央線が当駅から本町まで延伸し大阪港まで直結、同線の途中駅となる。
- 2018年（平成30年）4月1日：大阪市交通局の民営化により、大阪市高速電気軌道（Osaka Metro）の駅となる。
- 2022年（令和4年）4月7日：駅のリニューアルが発表された。デザインコンセプトは「ジャポネスク」[1]。
- 2024年（令和6年）3月23日：中央線ホームの可動式ホーム柵[2]の使用を開始。
- 2025年（令和7年）
  - 1月19日：谷町線ホームの可動式ホーム柵の使用を開始[3]。
  - 夏頃：駅リニューアルが完成。（予定）

## 駅構造
谷町線・中央線ともに相対式ホーム2面2線の地下駅。谷町線ホームの方が中央線ホームより下層にあり、中央線ホーム本町寄りに、谷町線ホーム天王寺寄りに通じる連絡階段が設けられている。改札口は中央線ホーム双方の本町寄りに1ヵ所ずつあるほか、森ノ宮寄り付近と東梅田寄り付近にも1ヵ所ずつあり、合計4ヵ所。
当駅は、阿波座管区駅に所属しており、阿波座副管区駅長により当駅および森ノ宮駅を管轄している。

### のりば
| 番線         | 路線         | 行先                                     |
| 谷町線ホーム | 谷町線ホーム | 谷町線ホーム                             |
| ------------ | ------------ | ---------------------------------------- |
| 1            | 谷町線       | 天王寺・八尾南方面                       |
| 2            | 谷町線       | 東梅田・都島・大日方面                   |
| 中央線ホーム |              |                                          |
| 1            | 中央線       | 森ノ宮・長田・生駒・学研奈良登美ヶ丘方面 |
| 2            | 中央線       | 本町・大阪港・夢洲方面                   |

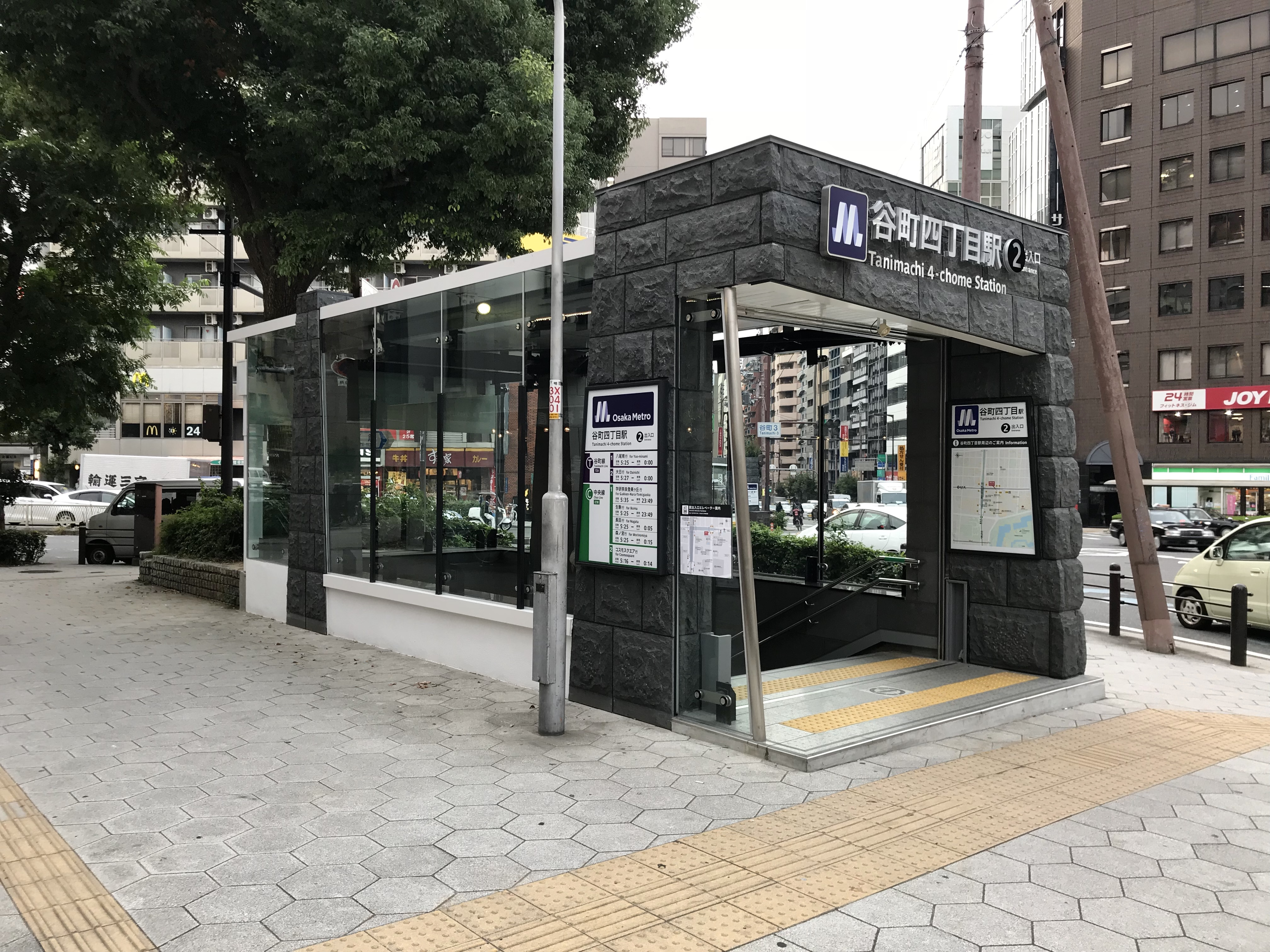
リニューアル後の2号出入口（2018年10月）
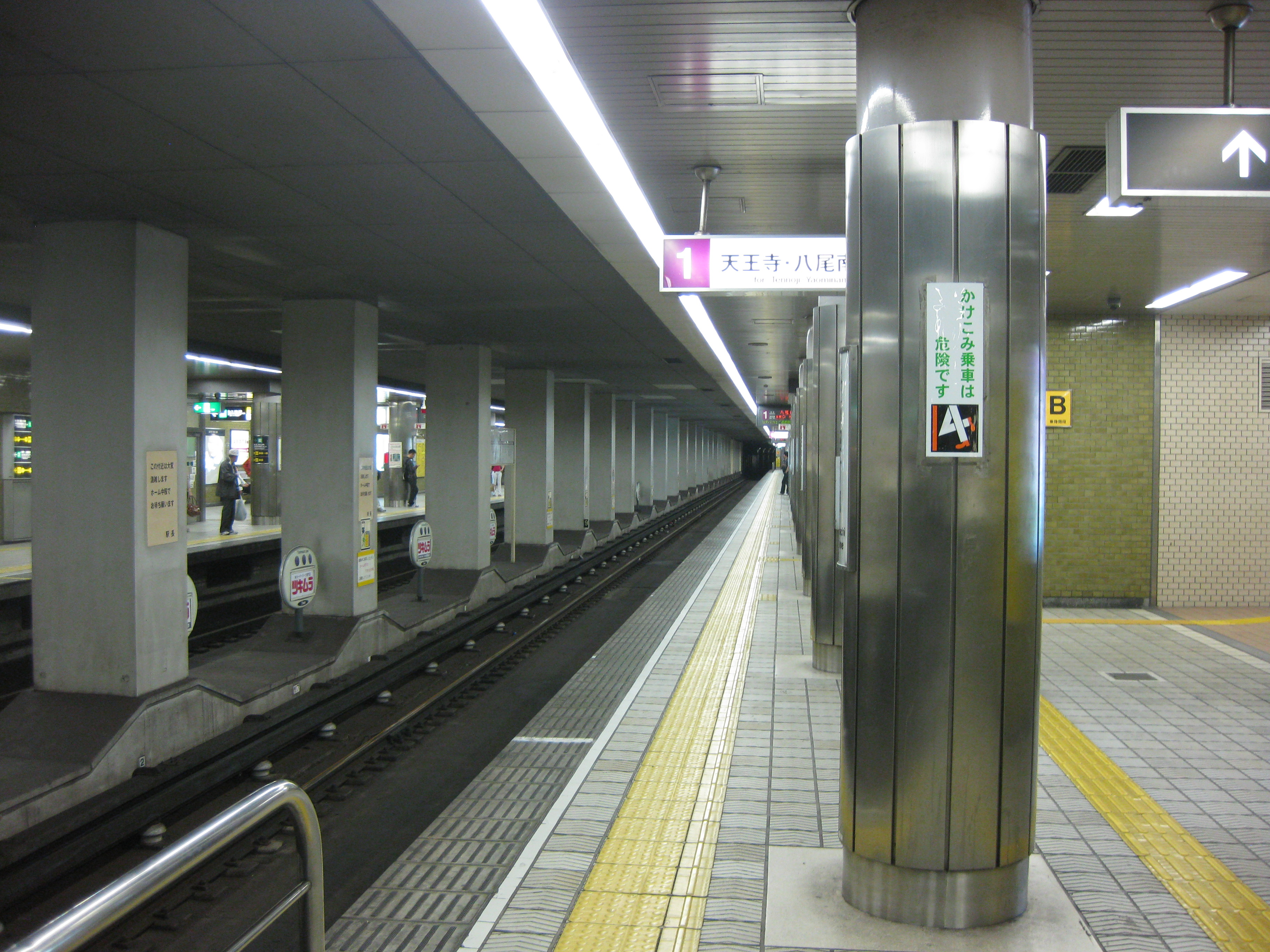
谷町線ホーム（ホーム柵設置前）
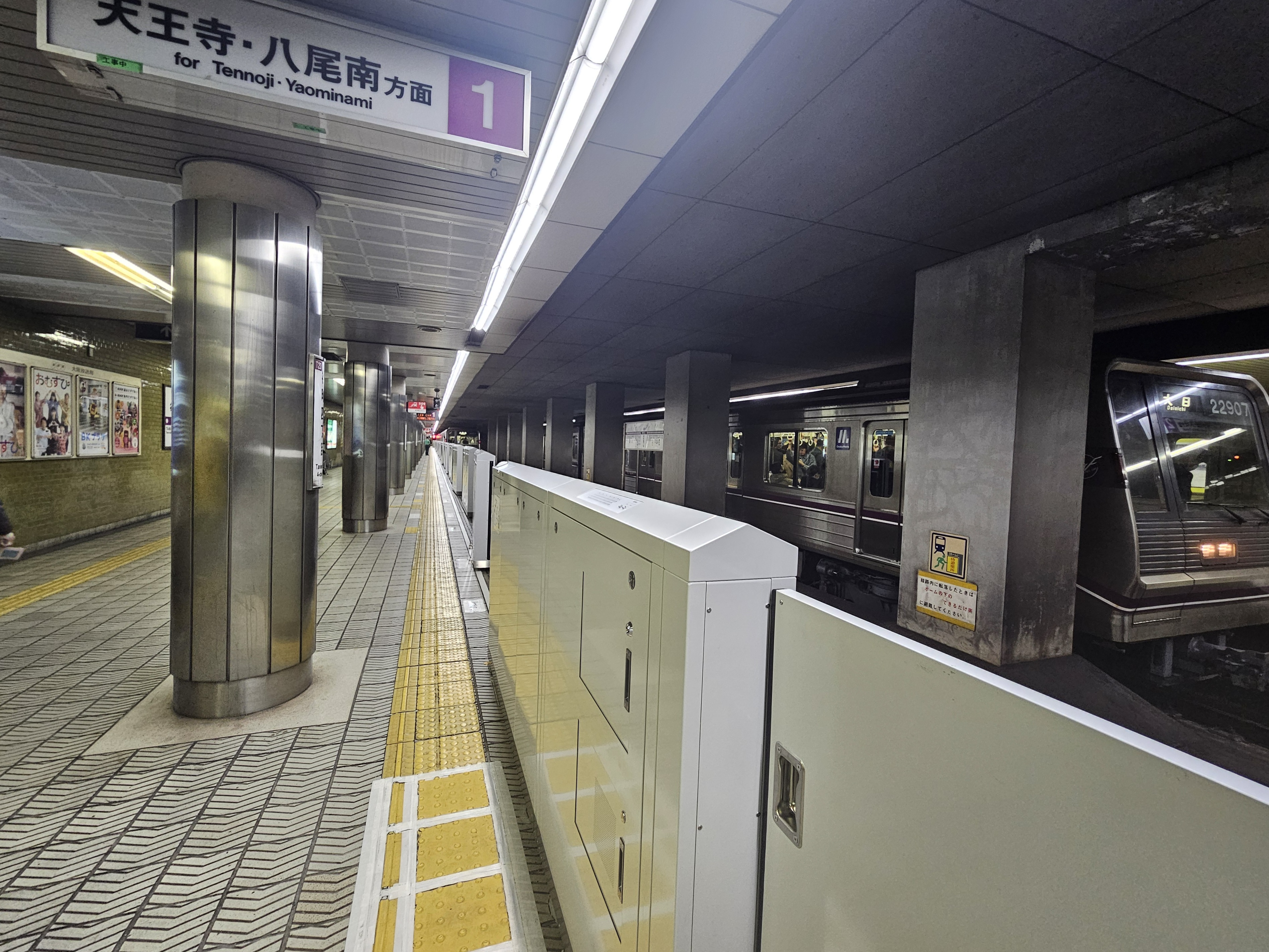
谷町線ホーム（ホーム柵設置後、2024年12月）
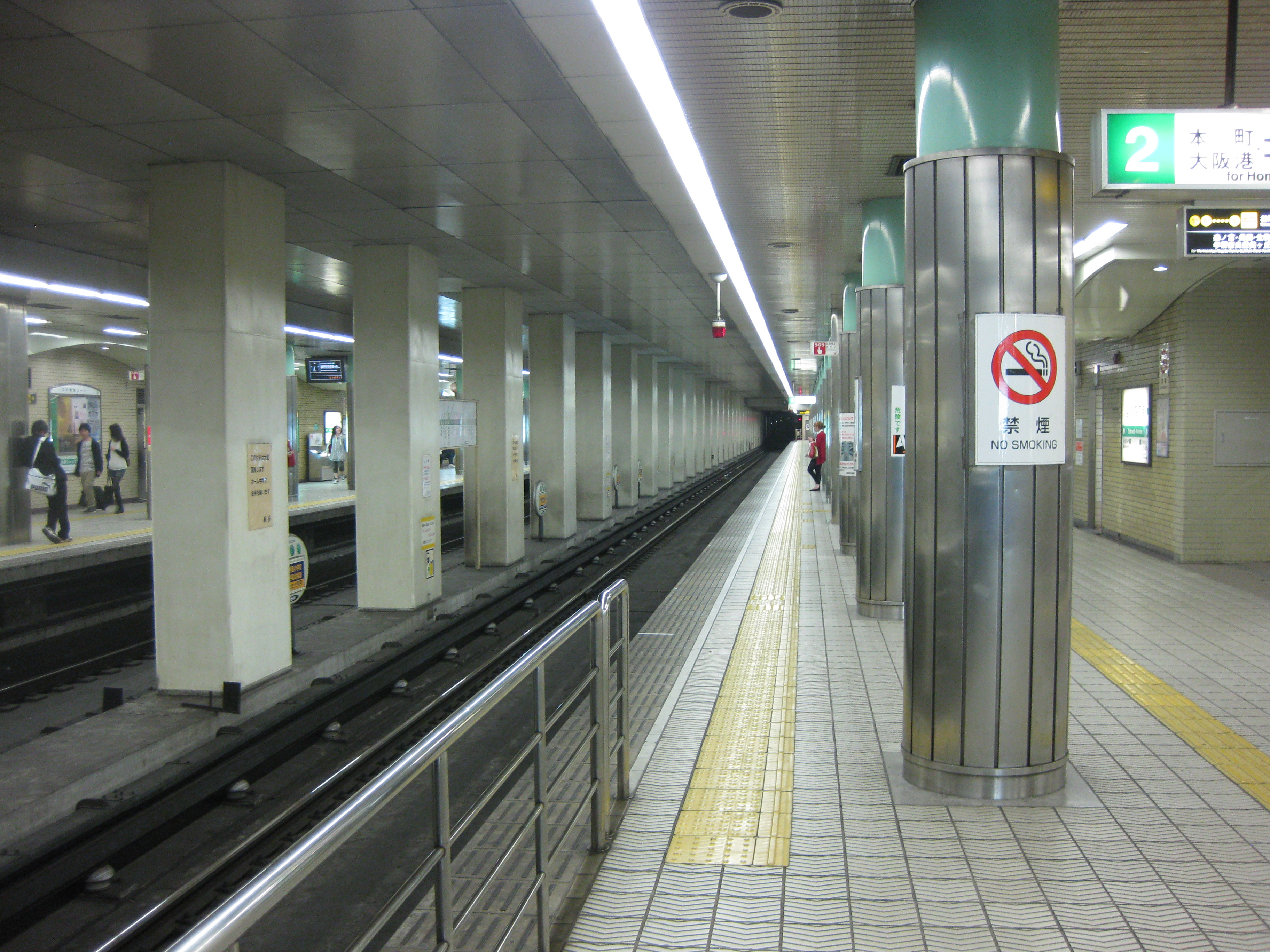
中央線ホーム（リニューアル前）
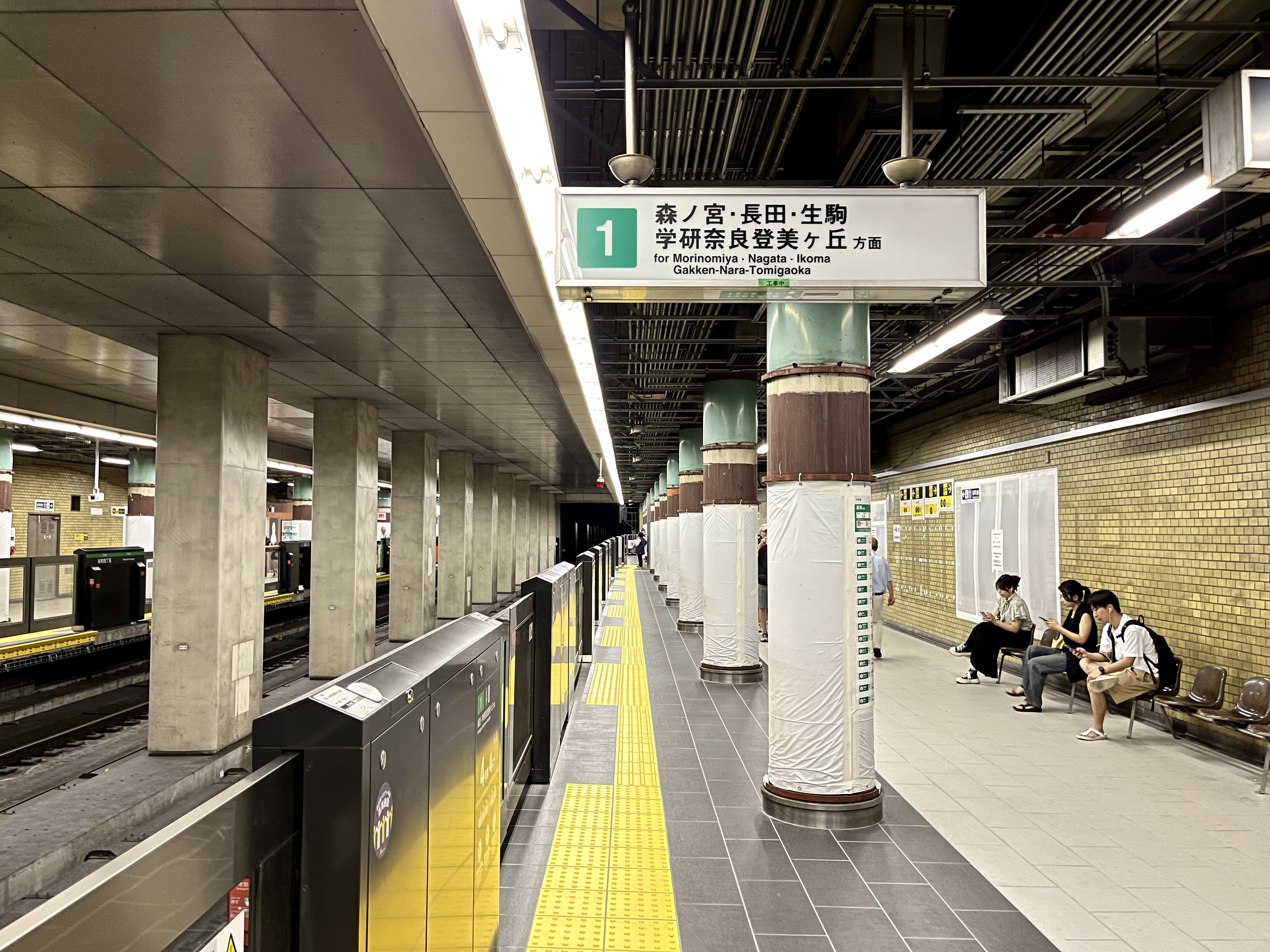
中央線ホーム（ホーム柵設置後・リニューアル中、2024年7月）
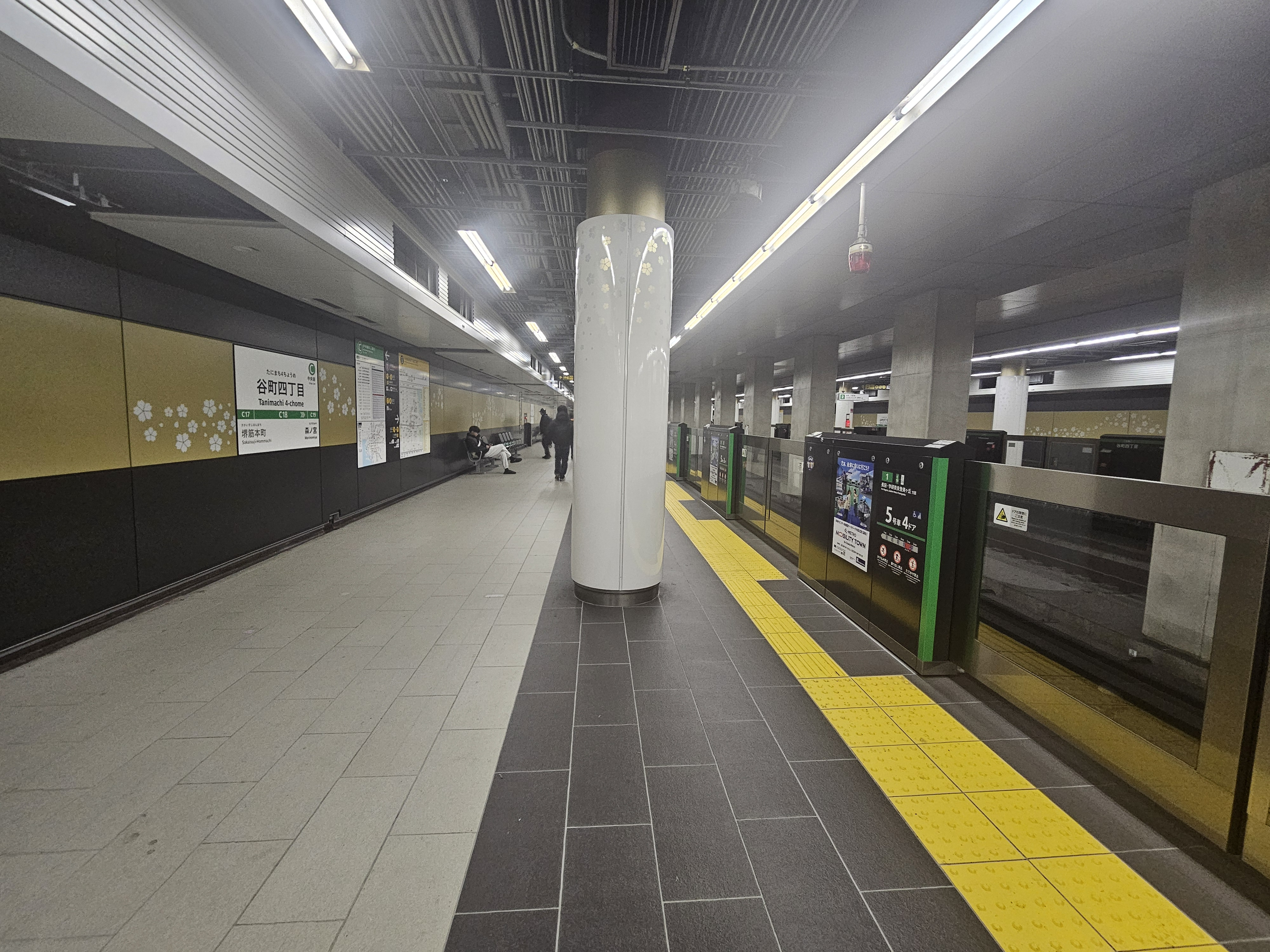
リニューアル中のホーム
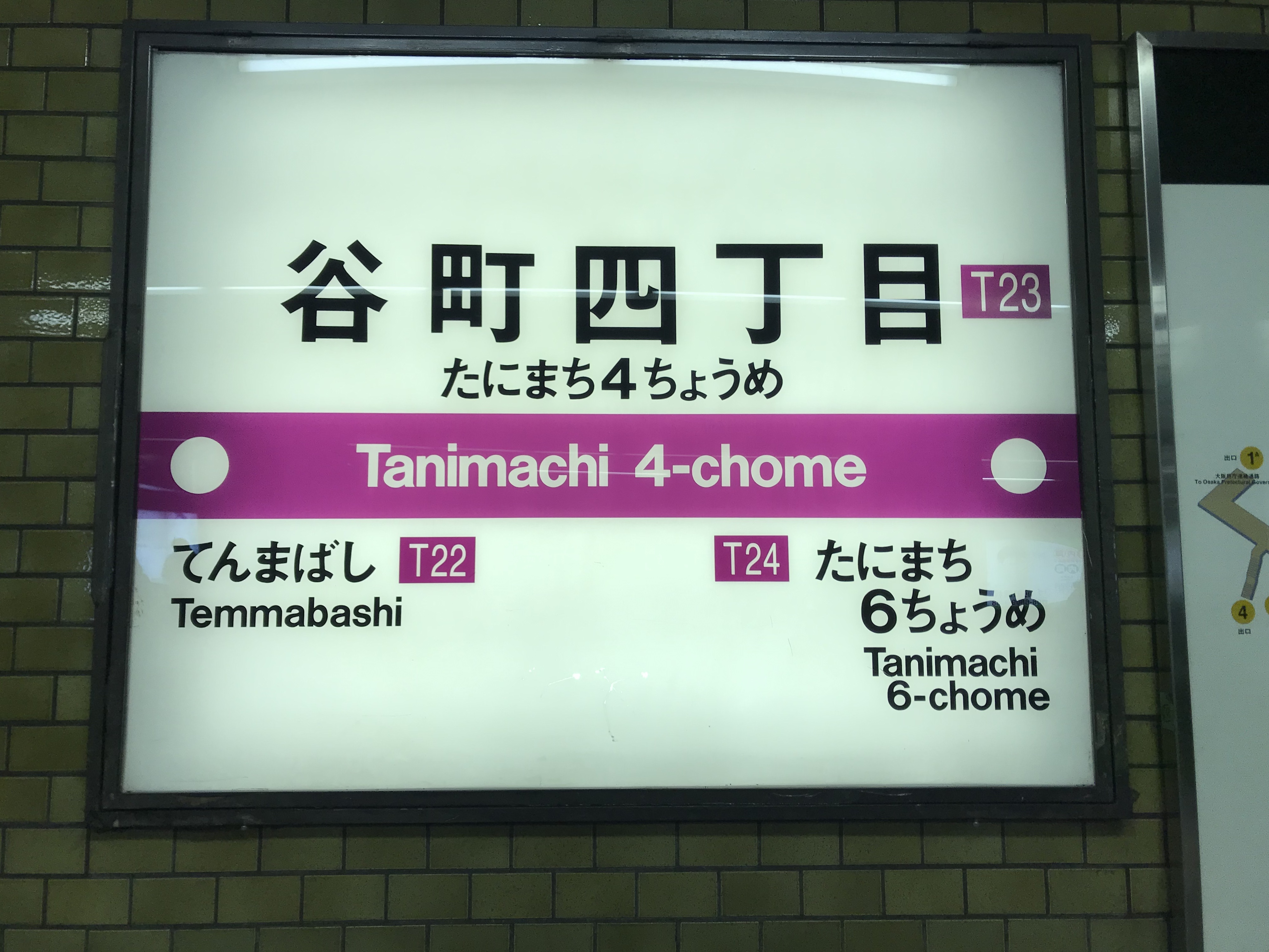
谷町線　駅名標
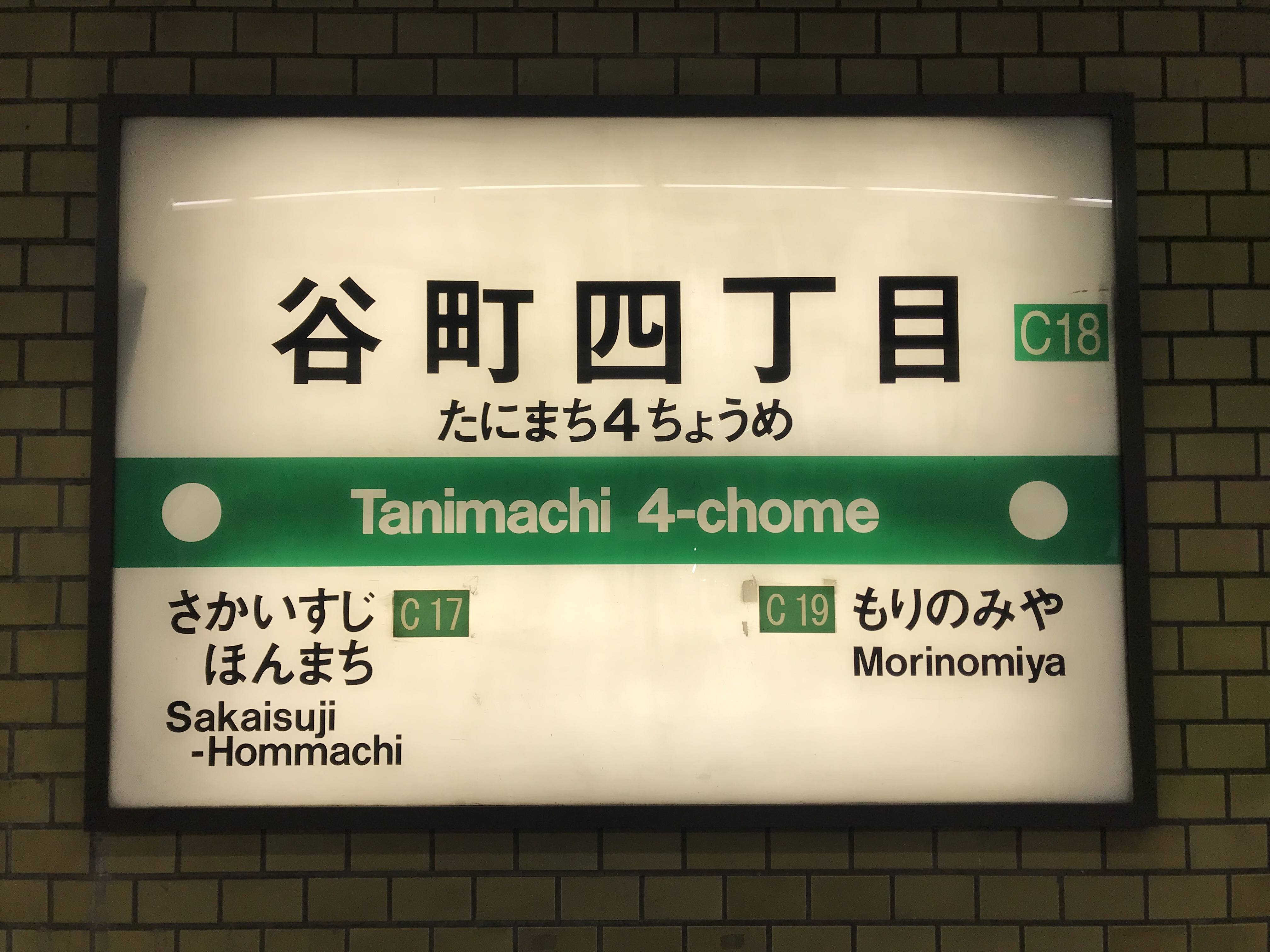
中央線　駅名標

### 配線図
|                                               | ↑ 谷町線 東梅田・都島・大日方面       |                                                     |
| ← 中央線 阿波座・大阪港・ コスモスクエア 方面 | Osaka Metro 谷町四丁目駅 構内配線略図 | → 中央線 森ノ宮・長田・生駒・ 学研奈良登美ヶ丘 方面 |
|                                               | ↓ 谷町線 天王寺・文の里・八尾南方面   |                                                     |
| 凡例 出典:、                                  |                                       |                                                     |

### トイレ
トイレは北・中・東改札内と中央線2番線ホームにある。

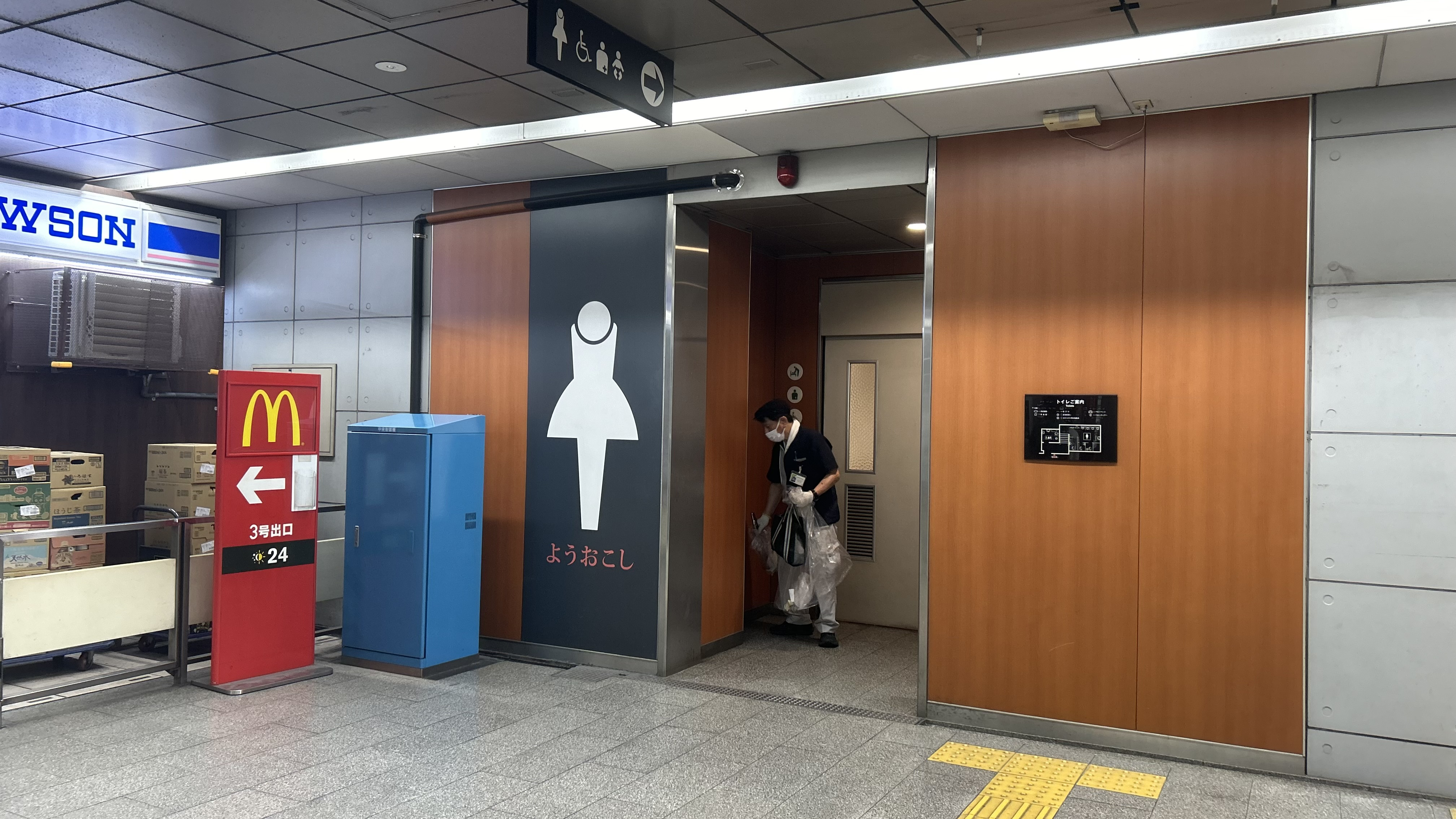
北改札内トイレ
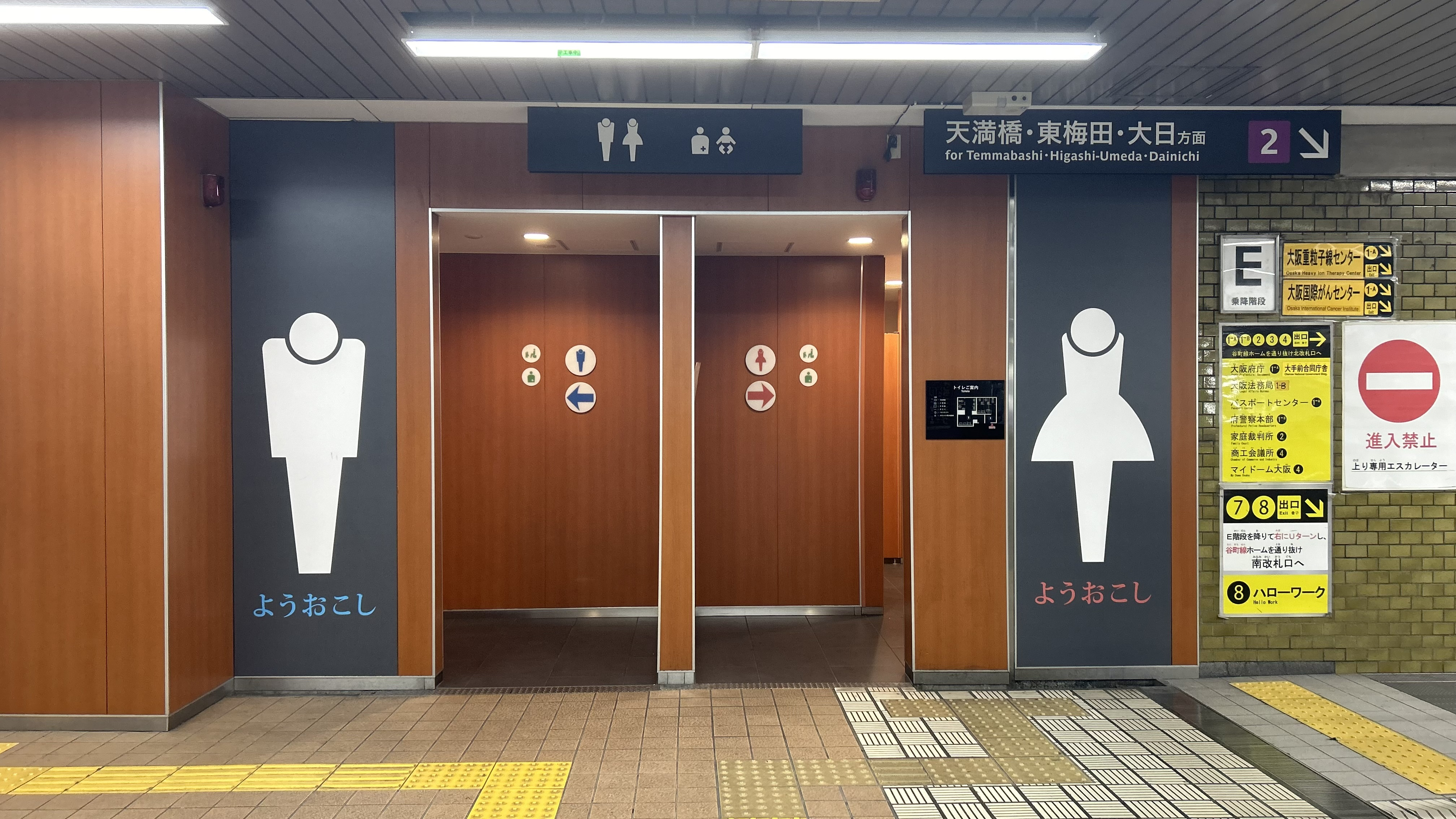
中改札内トイレ
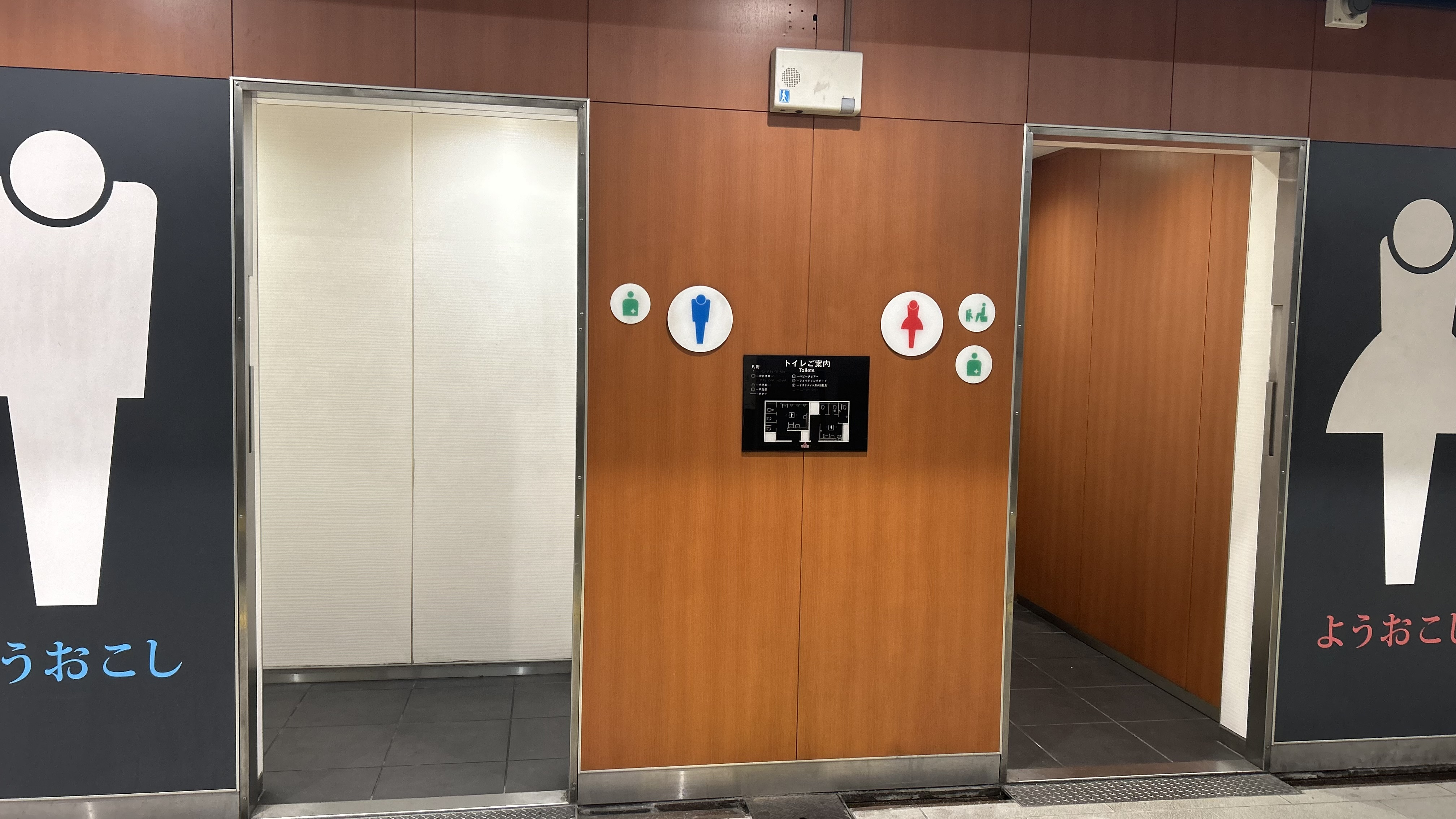
中央線2番線ホームトイレ

### 出口
| 出口番号 | 出口周辺 | 接続改札 | 最寄りの路線       | 備考             |
| -------- | --- | -------- | ------------------ | ---------------- |
| 1A       | 大阪府庁・パスポートセンター・中央府税事務所                                                                               | 北改札   | 谷町線             | エレベーターあり |
| 1B       | 府警察本部・大阪城公園(天守閣・西の丸庭園)                                                                                 | 北改札   | 谷町線             |                  |
| 2        | NHK・大阪放送会館・大阪ホール 家庭裁判所・大阪歴史博物館                                                                   | 北改札   | 谷町線             |                  |
| 3        | | 北改札   | 谷町線             |                  |
| 4        | 中央消防署 | 北改札   | 谷町線             |                  |
| 5        | 大阪合同庁舎2・4号館 | 中改札   | 谷町線 中央線1番線 |                  |
| 6        | | 中改札   | 谷町線 中央線1番線 |                  |
| 7        | 国立病院大阪医療センター・難波宮跡 龍造寺町・上町                                                                          | 南改札   | 谷町線 中央線2番線 |                  |
| 8        | 東老人福祉センター・ハローワーク大阪東                                                                                     | 南改札   | 谷町線 中央線2番線 | エレベーターあり |
| 9        | 大阪合同庁舎2・4号館・大阪府庁・府警察本部・大阪城公園(天守閣・西の丸庭園) NHK・大阪放送会館・大阪城ホール・大阪歴史博物館 | 東改札   | 中央線             |                  |
| 10       | 国立病院大阪医療センター・難波宮跡                                                                                         | 東改札   | 中央線             |                  |
| 11       | 国立病院大阪医療センター・難波宮跡                                                                                         | 東改札   | 中央線             | エレベーターあり |

## 特徴
- 当駅付近に谷町線 - 中央線の短絡線が存在する。谷町線の車両の森之宮検車場への回送時などに使用されている。
- 駅名・所在地ともに谷町四丁目となっているが、谷町線の駅施設は大半が谷町三丁目に位置する（中央線の駅施設は大手前四丁目に所在）。かつて谷町筋を通っていた大阪市電谷町線が本町通との交点に谷町三丁目電停、農人橋通（現・中央大通西行き）との交点に谷町四丁目電停を設置していたこともあって、谷町筋の地下を通る谷町線と中央大通の地下を通る中央線の乗換駅である当駅の駅名には谷町四丁目が採用されている。
- 中央線ホームに設置されているホームドアは、後に施工されることとなるリニューアルの構内デザインに合わせ[9]、Osaka Metroでは初めてかつ現状では2駅のみ[注 1]に設置されている黒い筐体となっている。

## 利用状況
2024年11月12日の1日乗降人員は95,147人（乗車人員：46,344人、降車人員：48,803人）である。Osaka Metroの全107駅中第11位。谷町線が乗り入れる駅では天王寺駅・東梅田駅に次ぐ第3位である。2017年の調査で長らく当駅より利用があった天満橋駅を上回った。中央線が乗り入れる駅では本町駅・堺筋本町駅に次ぐ第3位である。
大阪城関係のインバウンド需要により増加傾向にあり、アフターコロナの2024年に最高記録を更新している。
各年度の特定日利用状況は下表の通り。なお1969・1995年度の記録については、それぞれ1970・1996年に行われた調査である（会計年度上、表中に記載の年度となる）。
| 年度               | 調査日   | 乗車人員 | 降車人員 | 乗降人員 | 出典          | 出典          |
| 年度               | 調査日   | 乗車人員 | 降車人員 | 乗降人員 | メトロ        | 大阪府        |
| ------------------ | -------- | -------- | -------- | -------- | ------------- | ------------- |
| 1967年（昭和42年） | 11月14日 | 9,236    | 9,982    | 19,218   |               | [ 大阪府 1 ]  |
| 1968年（昭和43年） | 11月12日 | 12,900   | 12,102   | 25,002   |               | [ 大阪府 2 ]  |
| 1969年（昭和44年） | 01月27日 | 21,134   | 22,709   | 43,843   |               | [ 大阪府 3 ]  |
| 1970年（昭和45年） | 11月06日 | 23,677   | 25,724   | 49,401   |               | [ 大阪府 4 ]  |
| 1972年（昭和47年） | 11月14日 | 24,549   | 26,987   | 51,536   |               | [ 大阪府 5 ]  |
| 1975年（昭和50年） | 11月07日 | 28,023   | 29,951   | 57,974   |               | [ 大阪府 6 ]  |
| 1977年（昭和52年） | 11月18日 | 28,853   | 30,564   | 59,417   |               | [ 大阪府 7 ]  |
| 1981年（昭和56年） | 11月10日 | 31,244   | 32,434   | 63,678   |               | [ 大阪府 8 ]  |
| 1985年（昭和60年） | 11月12日 | 31,678   | 33,355   | 65,033   |               | [ 大阪府 9 ]  |
| 1987年（昭和62年） | 11月10日 | 35,380   | 37,146   | 72,526   |               | [ 大阪府 10 ] |
| 1990年（平成02年） | 11月06日 | 37,884   | 38,828   | 76,712   |               | [ 大阪府 11 ] |
| 1995年（平成07年） | 02月15日 | 37,858   | 37,562   | 75,420   |               | [ 大阪府 12 ] |
| 1998年（平成10年） | 11月10日 | 38,883   | 41,727   | 80,610   |               | [ 大阪府 13 ] |
| 2007年（平成19年） | 11月13日 | 41,719   | 43,265   | 84,984   |               | [ 大阪府 14 ] |
| 2008年（平成20年） | 11月11日 | 42,100   | 43,892   | 85,992   |               | [ 大阪府 15 ] |
| 2009年（平成21年） | 11月10日 | 43,597   | 43,967   | 87,564   |               | [ 大阪府 16 ] |
| 2010年（平成22年） | 11月09日 | 42,372   | 43,958   | 86,330   |               | [ 大阪府 17 ] |
| 2011年（平成23年） | 11月08日 | 40,987   | 42,669   | 83,656   |               | [ 大阪府 18 ] |
| 2012年（平成24年） | 11月13日 | 39,884   | 40,779   | 80,663   |               | [ 大阪府 19 ] |
| 2013年（平成25年） | 11月19日 | 40,602   | 41,679   | 82,281   | [ メトロ 1 ]  | [ 大阪府 20 ] |
| 2014年（平成26年） | 11月11日 | 40,912   | 42,328   | 83,240   | [ メトロ 2 ]  | [ 大阪府 21 ] |
| 2015年（平成27年） | 11月17日 | 44,497   | 44,976   | 89,473   | [ メトロ 3 ]  | [ 大阪府 22 ] |
| 2016年（平成28年） | 11月08日 | 44,740   | 45,391   | 90,131   | [ メトロ 4 ]  | [ 大阪府 23 ] |
| 2017年（平成29年） | 11月14日 | 45,809   | 47,549   | 93,358   | [ メトロ 5 ]  | [ 大阪府 24 ] |
| 2018年（平成30年） | 11月13日 | 45,484   | 46,633   | 92,117   | [ メトロ 6 ]  | [ 大阪府 25 ] |
| 2019年（令和元年） | 11月12日 | 45,533   | 46,901   | 92,434   | [ メトロ 7 ]  | [ 大阪府 26 ] |
| 2020年（令和02年） | 11月10日 | 38,932   | 39,425   | 78,357   | [ メトロ 8 ]  | [ 大阪府 27 ] |
| 2021年（令和03年） | 11月16日 | 37,769   | 39,109   | 76,878   | [ メトロ 9 ]  | [ 大阪府 28 ] |
| 2022年（令和04年） | 11月15日 | 38,897   | 40,494   | 79,391   | [ メトロ 10 ] | [ 大阪府 29 ] |
| 2023年（令和05年） | 11月07日 | 44,392   | 46,646   | 91,038   | [ メトロ 11 ] | [ 大阪府 30 ] |
| 2024年（令和06年） | 11月12日 | 46,344   | 48,803   | 95,147   | [ メトロ 12 ] |               |

### 1998年度までの路線別データ
最新の路線別データである1998年調査によると、谷町線のみの乗降人員は東梅田駅・天満橋駅・天王寺駅・谷町九丁目駅に次ぐ5位。ただし乗り入れる2路線の合計はこの時点で谷町九丁目駅を上回っていた。
中央線のみの乗降人員は堺筋本町駅・弁天町駅・本町駅・森ノ宮駅・阿波座駅に次ぐ6位で、線内の大阪市中心部の区間としては少ない数字となっている。ただし、インバウンド等の影響を大きく受けている駅の1つであるため、現在は当時とは状況が異なっている可能性がある。
| 年度               | 調査日   | 谷町線   | 谷町線   | 谷町線   | 中央線   | 中央線   | 中央線   | 出典          |
| 年度               | 調査日   | 乗車人員 | 降車人員 | 乗降人員 | 乗車人員 | 降車人員 | 乗降人員 | 出典          |
| ------------------ | -------- | -------- | -------- | -------- | -------- | -------- | -------- | ------------- |
| 1967年（昭和42年） | 11月14日 | 7,492    | 7,753    | 15,245   | 1,744    | 2,229    | 3,973    | [ 大阪府 1 ]  |
| 1968年（昭和43年） | 11月12日 | 10,559   | 9,169    | 19,728   | 2,341    | 2,933    | 5,274    | [ 大阪府 2 ]  |
| 1970年（昭和45年） | 11月06日 | 17,710   | 19,041   | 36,751   | 5,967    | 6,683    | 12,650   | [ 大阪府 4 ]  |
| 1972年（昭和47年） | 11月14日 | 18,932   | 20,710   | 39,642   | 5,617    | 6,277    | 11,894   | [ 大阪府 5 ]  |
| 1975年（昭和50年） | 11月07日 | 19,565   | 21,071   | 40,636   | 8,458    | 8,880    | 17,338   | [ 大阪府 6 ]  |
| 1977年（昭和52年） | 11月18日 | 20,331   | 21,587   | 41,918   | 8,522    | 8,977    | 17,499   | [ 大阪府 7 ]  |
| 1981年（昭和56年） | 11月10日 | 22,761   | 23,518   | 46,279   | 8,483    | 8,916    | 17,399   | [ 大阪府 8 ]  |
| 1985年（昭和60年） | 11月12日 | 23,339   | 24,286   | 47,625   | 8,339    | 9,069    | 17,408   | [ 大阪府 9 ]  |
| 1987年（昭和62年） | 11月10日 | 26,440   | 27,527   | 53,967   | 8,940    | 9,619    | 18,559   | [ 大阪府 10 ] |
| 1990年（平成02年） | 11月06日 | 28,136   | 28,937   | 57,073   | 9,748    | 9,891    | 19,639   | [ 大阪府 11 ] |
| 1995年（平成07年） | 02月15日 | 27,481   | 27,356   | 54,837   | 10,377   | 10,206   | 20,583   | [ 大阪府 12 ] |
| 1998年（平成10年） | 11月10日 | 27,680   | 29,725   | 57,405   | 11,203   | 12,002   | 23,205   | [ 大阪府 13 ] |

## 駅周辺
難波宮跡・法円坂遺跡の最寄駅で、大手前の官公庁街および大坂城追手口にも近接する。谷町筋側に高架橋や地下道を設けた天満橋（土佐堀通）・谷町6（長堀通）・谷町9（千日前通）の各交差点と異なり、谷町4交差点（中央大通）では谷町筋側は平面道路のみで、中央大通側に高架橋を設けて渋滞緩和が図られている。

### 施設
- 難波宮跡公園
- 法円坂遺跡
- 大阪城公園
  - 大坂城 - 最寄の虎口は追手口となる。
  - 教育塔
  - 豊國神社（大坂城二の丸）
  - 大阪迎賓館（大坂城西の丸）
- 大阪歴史博物館
- 大槻能楽堂
- 山本能楽堂
- 大阪谷町四郵便局
- 法円坂駐車場
- 阪神高速13号東大阪線

### 企業・法人等
- NHK大阪放送局
  - NHK大阪ホール
  - BKプラザ
- 大阪銀行協会・大阪手形交換所
- NTT西日本
- NTTネオメイト
- JAバンク大阪 事務センター
- 関西労働衛生技術センター
- 日本コムシス関西支店
- 大和リース
- 藤商事
- NDS関西支社
- 日本道路関西支店
- 内田洋行大阪支店
- 東海澱粉大阪量販事業所
- ピップ本社
- イーシー・ユニオン
- イーナリンク
- 島田商事
- ナバック 大阪支店
- 日立空調関西
- 信金中央金庫 大阪支店

### 教育機関
- 大阪市立南大江小学校
- 大阪市立東中学校
- 大阪府立中央聴覚支援学校

### 公的機関等
- 大阪府庁新別館・別館
- 大阪府警察本部
- 大阪家庭裁判所
- 国立病院機構大阪医療センター
- 大手前合同庁舎
- 大阪労働局第二庁舎
- 大阪合同庁舎第2号館・第2号館別館・第4号館
  - 自衛隊大阪地方協力本部（第2号館）
  - 大阪管区気象台（第4号館）
- 大阪府国民健康保険団体連合会
- 大阪東公共職業安定所
- 大阪府パスポートセンター

### 商業施設
- ドン・キホーテ法円坂店
- デイリーカナートイズミヤ法円坂店

## バス路線
駅東側の上町筋には大阪シティバスの馬場町停留所と国立病院大阪医療センター停留所があり（62号系統：大阪駅前行きと住吉車庫前行きが停車）、いずれもバスの車内放送で「地下鉄谷町四丁目」と案内される。
2008年3月29日まで赤バス（中央ループ）の谷町四丁目停留所が8号出入口付近に設置されていたが、路線廃止とともに停留所も廃止された。また、2014年3月31日まで4号出入口付近に105号系統天満橋行が停車する谷町三丁目停留所が存在していたが、こちらも路線廃止とともに廃止された。

## 隣の駅
大阪市高速電気軌道 (Osaka Metro)
 谷町線
天満橋駅 (T22) - 谷町四丁目駅 (T23) - 谷町六丁目駅 (T24)
 中央線
堺筋本町駅 (C17) - 谷町四丁目駅 (C18) - 森ノ宮駅 (C19)
- 括弧内は駅番号を示す。

### 記事本文